# 高取城

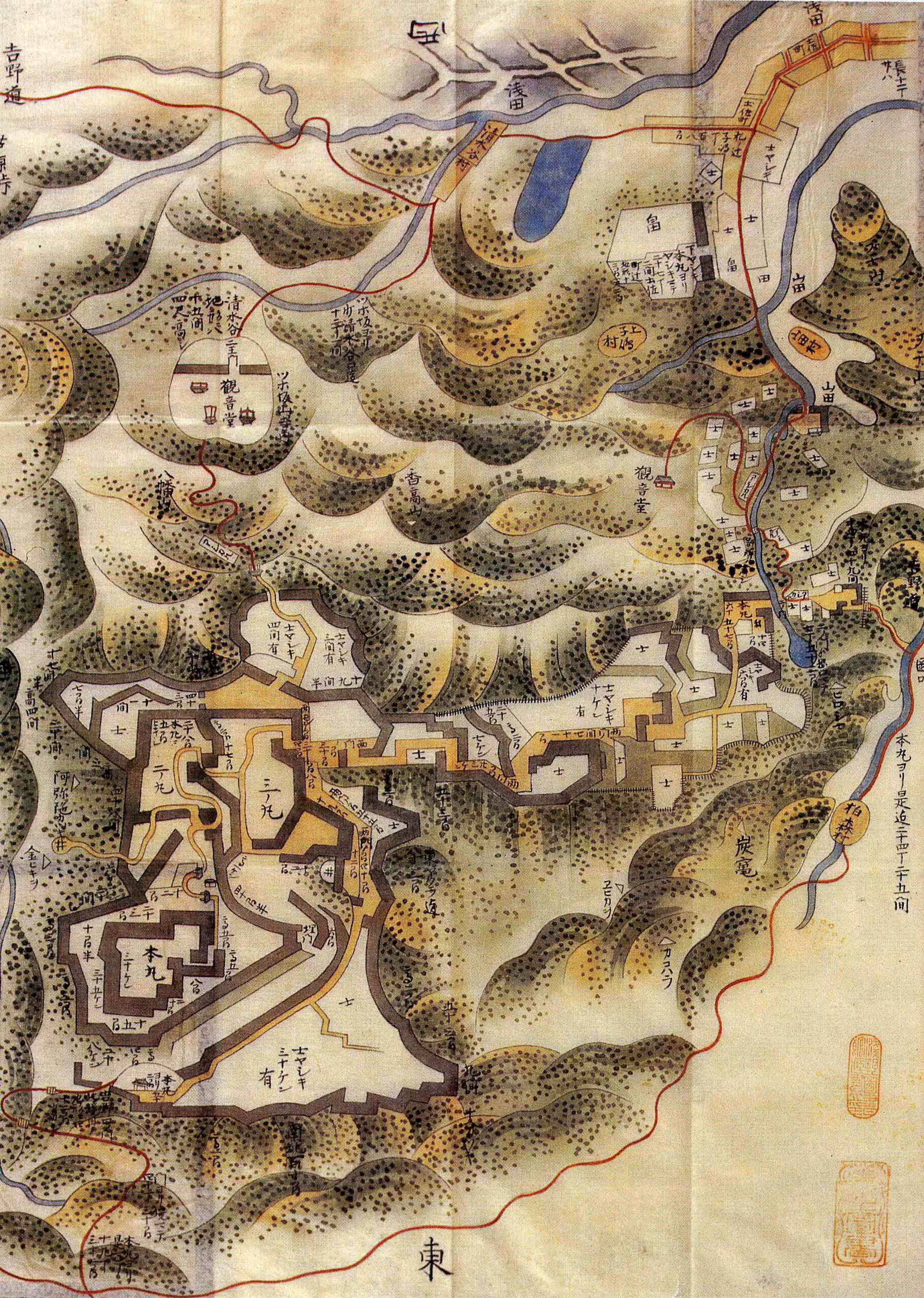
高取城古圖/淺野文庫所藏

高取城是日本一座城堡。所在地位於奈良縣高市郡高取町高取。江戶時代是高取藩的藩廳。国指定史跡。